# Ángel Luque
Ángel Arturo Luque (n. 1941 - Valle Viejo, 2 de mayo de 2011) fue un político peronista argentino que ejerció como diputado de la provincia de Catamarca por el Partido Justicialista entre 1973 y 1976, y como Diputado de la Nación Argentina en representación de la misma provincia entre 1989 y 1991. Era una figura destacada dentro del «saadismo», gobernante de la provincia hegemónicamente durante las gobernaciones de Vicente Saadi y su hijo, Ramón Saadi.
Luque se hizo conocido a nivel nacional por el asesinato de la adolescente María Soledad Morales en septiembre de 1990 a manos de un grupo de jóvenes vinculados a figuras políticas entre ellos su hijo. El 4 de abril de 1991, Luque provocó un escándalo cuando, intentando desligar a su hijo de responsabilidades, declaró en una entrevista con el diario Clarín tener «todo el poder» para desaparecer un cadáver, afirmando que, de haber sido su hijo culpable del crimen, «el cuerpo no hubiera aparecido». Por sus declaraciones, el 18 de abril fue finalmente despojado de su cargo y apartado de la Cámara de Diputados bajo la acusación de «indignidad moral» casi por unanimidad. Su carrera política terminó después del incidente. Dedicó el resto de su vida a la batalla judicial por la liberación de su hijo, quien resultó condenado por el asesinato. Enfermo de diabetes, falleció en mayo de 2011, a la edad de setenta años.

## Carrera política

### Elecciones de 1989
Luque se postuló como candidato a diputado en las elecciones legislativas de 1989, que se realizaron al mismo tiempo que las elecciones presidenciales, el 14 de mayo del mencionado año, debiendo renovarse tres bancas. Ocupó el segundo puesto en la lista del Frente Justicialista Popular (FREJUPO), que encabezaba Luis Alberto Saadi. En los comicios, la lista resultó ampliamente ganadora obtuvo el 53,52% de los votos positivos contra el 34,45% de la lista de la Unión Cívica Radical que encabezaba Oscar Castillo. Los legisladores electos asumieron su cargo el 10 de diciembre de 1989.

### Caso María Soledad Morales
El 8 de septiembre de 1990, María Soledad Morales fue asesinada después de haber asistido a una fiesta en la discoteca Le Feu Rouge, desapareciendo durante cuatro días antes de que su cadáver fuese descubierto. Más tarde se supo que había muerto de un paro cardíaco por una dosis letal de cocaína que le habían obligado a consumir sus violadores y asesinos. Fue reconocida por su padre por una pequeña cicatriz en una de sus muñecas. Rumores sobre la posible implicancia en el asesinato de parientes o allegados a la administración saadista y a las fuerzas de seguridad locales se desataron desde el principio. Los principales sospechados fueron Guillermo Luque (hijo de Luque), Pablo y Diego Jalil (sobrinos del intendente de la capital provincial José Jalil), y Miguel Ángel Ferreyra (hijo del jefe de la policía local, del mismo nombre). A estos jóvenes se les denominaba «hijos del poder». Desde un primer momento las investigaciones fueron demoradas y manipuladas. El mismo jefe de la Policía de la Provincia, comisario general Miguel Ángel Ferreyra al hallar el cadáver ordenó que lo lavaran, borrando huellas y señales de modo irrecuperable. Se tardó más de dos meses en abrir la investigación judicial, y una vez que la justicia intervino, el favoritismo hacia los posibles involucrados fue considerado por gran parte de la población como evidente. En medio de la investigación, Guillermo Luque dejó de ser visto en la provincia. Su huida fue notoria y motivo de especulaciones periodísticas. El 22 de febrero de 1991, el periodista Alberto Moya lo descubrió en Buenos Aires, adonde había sido llevado por el comisario Luis Patti, quien posteriormente sería condenado a cadena perpetua por delitos de lesa humanidad, y había sido enviado por el gobierno Menem a la provincia para participar en la investigación. A raíz del asesinato, se desataron manifestaciones masivas en toda la provincia en contra de la élite gobernante del saadismo, conocidas como «Marchas del Silencio», exigiendo inicialmente el esclarecimiento del crimen y, posteriormente, la renuncia de Saadi y la intervención de la provincia.
El 4 de abril de 1991, el gobierno nacional intervino el poder judicial de la provincia, pero mantuvo en sus cargos a los poderes ejecutivo y legislativo. Ese mismo día, Luque concedió una entrevista con el diario Clarín, durante la cual acusó Patti de haber querido torturar a Luis Tula, y al juez Ventimiglia por supuestos sobornos. El punto más sonado de la entrevista fue, sin embargo, cuando afirmó:

Un padre siempre va a proteger y a encubrir a su hijo, cualquiera sea su condición social. Y yo tengo el suficiente poder y la estructura como para que ese cadáver, si la hubiera matado mi hijo, no apareciera nunca más
Ángel Luque, Clarín, 4 de abril de 1991

El exabrupto desató un repudio casi inmediato de gran parte del entorno político. Luque se defendió posteriormente, afirmando que sus declaraciones habían sido sacadas de contexto, y llegó a negar la existencia de la entrevista, mientras que la Cámara de Diputados discutió una posible sanción en su contra por «desórdenes de conducta incompatibles con su cargo». Menos de dos semanas más tarde, Carlos Menem decretó la intervención federal de los poderes ejecutivo y legislativo de Catamarca. Al día siguiente, el 18 de abril, la Cámara de Diputados con 129 votos a favor y 2 en contra (de parte del también catamarqueño Luis Alberto Saadi y el bonaerense Juan Alberto Maggi) votó favorablemente para expulsar a Luque del cuerpo, acusándolo de «indignidad moral bajo la forma de apología del delito». Fue reemplazado el 24 de abril por Miguel Enrique Ferradas. El saadismo acusó a la Cámara de inhabilitar a Luque por «defender a su hijo» y afirmar que no se podía acusar al diputado depuesto de «apología del delito» si no existían pruebas condenatorias contra su hijo.